# Кургазак (пещера)
Кургазакская пещера (Кургазак, от баш. Ҡорғаҙаҡ — сухой лог, сухая река) — пещера в долине речки Каменка, перед впадением в реку Ай. Административно находится в Саткинском районе Челябинской области, между посёлком Межевой и деревней Алексеевка Саткинский район), является памятником природы. Первое упоминание о пещере относится ко второй половине XVIII века, когда она была описана академиком Петром Симоном Палласом.

## Описание
Вход пещеры расположен в правом склоне Кургазакского лога на высоте примерно 20 метров, в 150 метрах от реки Ай. Длина пещеры — 530 м, глубина — 16 м. Площадь - 1890 м². Объём 3313 м³. Пещера относится к Западно-Уральской спелеологической провинции, спелеорайону Уфимского амфитеатра, Приайскому подрайону.
Пещера образована в толщах известняков девона и представляет собой карстовую полость коридорно-гротового типа, состоящую их трёх больших залов, соединённых между собой проходами. В пещере — подземный ледник, самый большой в Челябинской области среди известных. Имевшиеся в пещере ранее натечные образования практически полностью уничтожены туристами. Привходовая часть является местом обитания летучих мышей.
Пещера объявлена памятником природы областного значения решением Исполнительного комитета Челябинского областного Совета народных депутатов № 29 от 21 января 1969 года.

## Литература

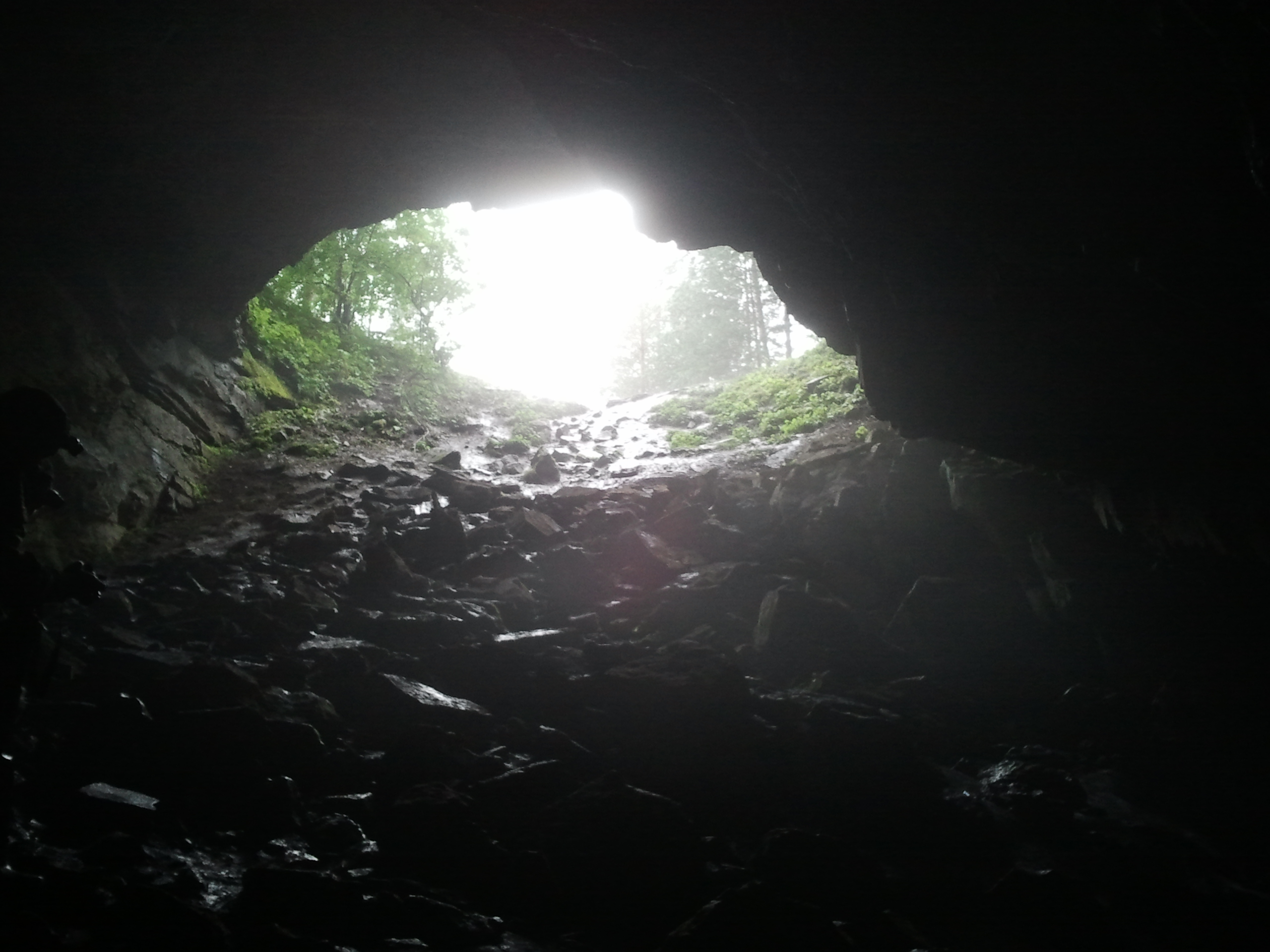
Внутри Кургазакской пещеры